# 俄羅斯體育禁藥問題
俄羅斯體育禁藥事件，是指2014年起俄罗斯运动员被怀疑系统性服用体育禁药、俄罗斯政府和禁药检验单位被指控系统性帮助俄罗斯运动员捏造药检报告的事件。俄羅斯是因集體使用禁藥行為被剝奪奧運獎牌最多（48個）的國家，是第二多的國家（白俄罗斯）的4倍以上。在2011至2015年，俄國有超過一千人在夏季、冬季、帕運會中使用禁藥，而俄方更試圖以各機構聯合掩蓋其結果，作弊範圍之廣，也使俄羅斯體育界的名聲下滑。
這個事情使俄羅斯自2015年11月起無法參加田徑比賽，並且使2016年夏季奧林匹克運動會俄羅斯代表團差點被全面禁賽，在2018年冬季奥林匹克运动会，2020年東京奧運會和2022年冬季奧林匹克運動會中被禁賽。
2019年12月9日，世界反兴奋剂机构执行委员会在瑞士洛桑举行会议，通过了“对俄罗斯禁赛四年”的提案。意味着俄罗斯未来四年来将不得参加包括奥运会、世界杯在内的国际重大赛事，也不得申办和举办国际重大赛事。
其後2020年12月，国际体育仲裁法庭宣佈減刑為2年，俄羅斯隨後表示接受2年禁賽的判決，全案確定。
2023年3月已通審始得正式解除國家隊參賽禁令，但由於俄羅斯入侵烏克蘭的關係，俄羅斯目前仍被無限期全面禁止參加國際大型運動會。

## 进程

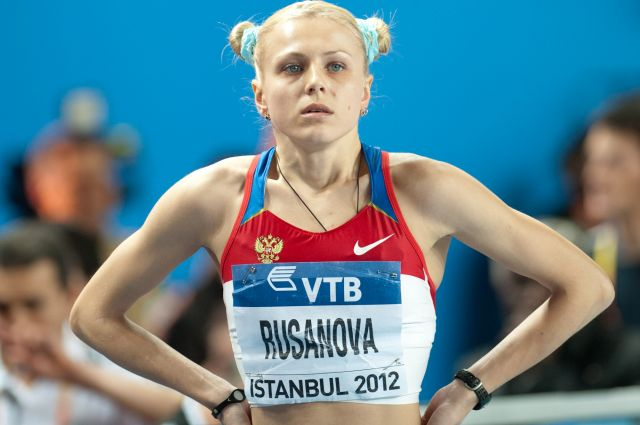
尤麗婭·斯特潘諾娃

### 爆料指控
2014年12月3日，德國ARD電視台播出60分鐘的紀錄片，節目名稱是「禁藥秘密檔案：俄國如何出產冠軍選手」，该节目舉證指控俄國官方系統化地掩滅運動員吃禁藥的證據，範圍擴及游泳、田徑、舉重、滑雪、自行車各個項目。之後俄羅斯田徑總會主管因為這個事件引咎辭職。
2015年11月，世界反禁藥組織公布了一份報告，指控俄羅斯政府和藥檢單位合謀長期捏造俄國運動選手的禁藥檢驗報告，2012年倫敦奧運賽事中有5名俄羅斯的田徑選手涉嫌服用禁藥，其中包括了女子800公尺競賽的金牌和銅牌選手，更建議對5名選手與5名教練終身禁賽，該國田徑隨後被暫時全面禁賽並失去兩個比賽的主辦權，而該國體育部長說這是「政治制裁」，是西方國家於烏克蘭危機對該國制裁的一部份。

### 藥檢調查
2016年5月，莫斯科反禁藥實驗室前主管格里戈里·罗琴科夫（Grigory Rodchenkov）坦承，在2014年冬季奧運期間，俄國涉及拿過關的藥檢樣本將使用禁藥選手送檢的藥檢瓶掉包，索契實驗室牆壁上的一個隱秘小洞是管道之一。如果2014年冬季奧運禁藥案屬實且嚴重，可能完全無法參加2016年夏季奧運。
反禁藥實驗室前職員的妻子，现藏身于美国的俄罗斯人尤丽娅·斯特潘诺娃曾因為禁藥事件被禁賽2年，但因为曾揭发俄罗斯禁药丑闻而获得了以个人身份参赛田徑女子800m的资格，但此事傳回俄羅斯，該國體育部長立刻砲轟國際田徑總會的決定，認為讓告密者獲得奧運門票簡直不公平。
2016年7月18日，由Richard McLaren所提出的報告指出，2014年冬季奧運禁藥事件不但確實且嚴重，同時甚至涉及30個項目、643個樣本，包含在2011年至2015年8月間俄羅斯舉辦的任何國際賽事，報告稱俄羅斯因為在2010年冬季奧運成績只有第11名，也只有3面金牌、15面獎牌，才會有俄羅斯政府有計畫支持選手使用禁藥的行為，並且该国政府的體育部以及联邦安全局有计划地支持选手服用禁药，而且2012年夏季奧運（第4名）、2013年世界田徑錦標賽（莫斯科）、2013年夏季世界大學生運動會（喀山）、2014年冬季帕拉林匹克運動會（索契）（3項俄羅斯都位居榜首）、2015年世界游泳錦標賽（喀山）（第3名）也在禁藥計劃的其中，同時還有調包樣本等「使陽性檢體消失的方法」（disappearing positive [test] methodology (DPM) ）等行為，因此很多國家支持國際奧委會（IOC）禁止俄羅斯參加當年的2016年夏季奧運，甚至隨後的2016年夏季殘奧會也禁止，但是這項舉動引起俄羅斯的反對，認為這是「政治決定」，同時也引起夏季奧運單項運動總會聯合會（ASOIF）的反對，ASOIF認為WADA應該立即提供涉入禁藥問題的俄羅斯20大項運動項目細節，以便於下屬的各單項運動總會能夠根據禁藥條例採取行動，同時以個人方式去懲處才較為合理，因此對俄羅斯的懲處也從原本7月19日延到7月21日到7月24日之間。國際體育仲裁院將在2016年7月21日決定是否終止國際田徑總會對俄羅斯的禁令。屆時IOC會决定是否对俄罗斯全队禁赛。禁藥醜聞對2016年夏季奧林匹克運動會俄羅斯代表團、當年帕運會請見2016年夏季残疾人奥林匹克运动会俄罗斯代表团皆造成影响。
2016年7月21日，國際體育仲裁院決定維持國際田徑總會對俄羅斯的禁令。而国际奥委会则将7月24日决定是否对俄罗斯全队禁赛。一旦全隊禁賽，將成為奧運史上第一起國家因為禁藥及違反公平比賽競爭被拒於奧運門外的事件。自国际奥委会宣布将俄罗斯运动员的资格交给各单项体育组织评估至8月4日國際奧會宣布確定為止，该国已有超过100人因为自身或队友的禁药问题而被取消奥运资格，其中田徑和舉重項目被禁止參賽，代表团人数也從原本的389人降至271人，而這些空位也改由其他代表團替補。而最終國際奧委會的三人小組來評估最後的參賽資格後，在8月4日宣布271人可以出賽，但也成為俄羅斯奧運歷史上規模最小的代表團。
7月24日，国际奥委会在一次电话会议中决定，将不对俄罗斯代表团实施全体禁赛，但该国运动员必须提供相关证据，证明自己已满足所属国际单项体育联合会的要求，同时也没有在赛前服用禁药，否则仍无法获得本次的奥运资格。
2016年8月7日，國際帕拉林匹克委員會對俄國禁止參與2016年夏季殘奧會，因為根據Richard McLaren報告，35項在殘疾人運動項目，之所以會如此處分，是因為IPC掌握到比IOC更多的證據，同時也認為俄羅斯使殘疾人士的體育陷入危機。2016年8月29日，國際帕拉林匹克委員會宣布因2014年冬季帕拉林匹克運動會俄罗斯代表团在国家支持下服用禁藥，同時還有調包樣本等「讓陽性檢體消失的方法」（disappearing positive methodology (DPM) ），决定禁止俄罗斯运动员參加2018年冬季帕拉林匹克運動會。
2016年8月15日，揭開俄羅斯體壇使用禁藥內幕的「吹哨者」史蒂巴諾娃（Yuliya Stepanova）說，有人企圖入侵她在世界反禁藥組織（WADA）的紀錄後，她和丈夫擔心性命受到威脅。
2016年12月9日，第二份報告指出，1166名的俄羅斯運動員在長達4年的時間中，參與或受益於有組織的禁藥活動。調換運動員的尿液樣本，並在當中加鹽及咖啡。而呈現正常情形下不可能的高水平。索契冬奧裡，居然有兩位俄國女選手交出的樣本被驗出根本是男性的尿液。但这种做法谈不上“不留痕迹”——实验室的药检人员肉眼不会注意到尿瓶已经打开过，因此没有引发警觉。但刑侦专家和尿瓶制造商来检测，查出所有应该一直封存的B瓶都被打开过。

### 全面制裁
在进行了长达1年的调查之后，2017年11月，由丹尼斯·奥斯瓦尔德主导的调查委员会发布了首个制裁决定。截至2017年12月22日，共有43名俄罗斯运动员获禁赛处分，13枚奖牌遭取消。其中42人随后向国际体育仲裁院提起上诉。
2018年2月1日，国际体育仲裁院就其中39人作出裁定，因证据不足推翻28人的禁赛处分，其他11人予以维持。国际奥委会表示会考虑上诉至瑞士联邦最高法院，并称禁赛取消不代表相关运动员会自动受邀参加2018年平昌冬奥会。
2019年初，莫斯科反兴奋剂实验室提交數據，世界反兴奋剂机构合规委员会怀疑俄罗斯反兴奋剂机构篡改数据，对其启动了正式的合规程序审查，并宣布俄罗斯反兴奋剂机构不合规。2019年12月9日，世界反兴奋剂机构执委会通過提議，4年內取消俄罗斯申办大型国际赛事的资格；禁止俄罗斯奥组委高官，包括该组织执委会所有成员访问或参加大型国际比赛；不過可舉證自己未使用禁藥的俄罗斯运动员，則允許以中立身份参加国际比赛。而且禁止俄罗斯代表队在大赛场地上升起俄罗斯国旗。這意味著4年內俄羅斯無緣奧運會，世界杯等重大赛事。12月27日，俄羅斯反禁藥組織宣佈，正式就判決上訴至国际体育仲裁院。

### 禁賽期間
2020年12月17日，国际体育仲裁法庭駁回受理，並裁定俄罗斯反兴奋剂机构违规，不過決定改对俄罗斯反兴奋剂中心处以为期两年的处罚，禁赛令至2022年12月16日解除。期间俄羅斯無法以國家名義參加包括东京奥运会等大型国际体育赛事。運動員可以以個人名義參賽，之後俄羅斯選擇以俄羅斯奧林匹克委員會和俄羅斯殘疾人奧林匹克委員會身份參加賽事。
在2020年东京奥运会上，参与田径比赛的俄罗斯选手不超过10位，参与举重比赛的选手只有一男一女。赛艇运动员尼基塔·莫尔加乔夫和帕维尔·索林的禁药米屈肼检测结果呈阳性，失去奥运比赛资格；游泳运动员韦罗妮卡·安德鲁先科和亚历山大·库达舍夫按照莫斯科反兴奋剂实验室的证据被禁赛。后来安德鲁申科和库达舍夫向国际体育仲裁法庭上诉成功，恢复比赛资格。正式参与比赛的运动员中，只有一位违反兴奋剂规定，为铁人三项运动员伊戈尔·安德烈耶维奇·波利安斯基，他在比赛前五天的一次检测中紅血球生成素呈阳性。
2022年北京冬奥会花样滑冰团体比赛颁奖仪式原定于2月8日举行，俄罗斯运动员有望在仪式上获颁金牌，后宣布推迟。国际奥委会发言人马克·亚当斯（Mark Adams）表示需要寻求国际滑冰联盟的法律意见，但多家媒体披露推迟原因是俄罗斯选手卡米拉·瓦莉娃曲美他嗪检测阳性。官方直到2月11日才公布原因。问题样本在2021年12月25日2022年俄罗斯花样滑冰锦标赛期间由俄罗斯反兴奋剂机构采集，但未经世界反兴奋剂组织分析，直至奥运比赛结束一天后的2月8日才送达。事发后，被临时禁赛的瓦莉娃提出上诉，一天后的2月9日获俄罗斯反兴奋剂机构反兴奋剂独立纪律委员会裁定有效，但国际奥委会、國際滑冰聯盟和世界反兴奋剂组织提出上诉，请求国际体育仲裁法庭审议裁决，国际仲裁庭计划2月13日举行听证会，在瓦莉娃2月15日参加女子单人滑的前一天公布结果。由于瓦莉娃参赛时未成年，且按照世界反兴奋剂组织指导方针被列为“受保护人物”，俄罗斯反兴奋剂机构和国际奥委会2月12日宣布将各自调查的范围扩大到随行人员，包括她的教练和队医。2月14日，国际仲裁庭批准瓦莉娃参加女子单人滑比赛，认为禁止她参赛“在当前环境下会对她造成无法弥补的伤害”，尽管她的团体赛金牌仍在考虑中。该裁决一定程度上基于选手的年龄作出，因为未成年选手受制于与成年选手不同的规则。

## 反应

### 俄罗斯
俄羅斯對於上述事情也有自己的主張，指控是美國西方為了排除強力體育對手的作為。由於被揭露時臨近克里米亞危機爆發後不久，俄羅斯媒體在禁藥醜聞中以此為理由，不斷指稱這些都是西方抹黑，是針對該國的「政治陰謀」的角度進行宣傳。
另一方面在案件確定陽性後，2016年9月13日，WADA網站又遭到入侵，經查俄羅斯情報單位主動出擊，疑似聯合駭客組織Fancy bear於13日公布至少4名曾有禁藥疑雲的美國籍選手個資，包括網球選手大小威廉斯(Serena and Venus Williams)、體操選手拜爾斯(Simone Biles)、美國女子籃球選手埃琳娜·德勒·多恩（Elena Delle Donne），且也包含了每個人的藥檢詳細資料。系統還不斷跑出「美國打得好，但是裁判不公！」的字樣，也讓WADA人員相當不滿，並斥責駭客組織公開選手個資、藥檢報告已經違法，希望俄羅斯若欲申訴可走正當管道。。但2016年9月19日，親俄駭客Fancy bear再以同樣方式攻擊，公布納達爾、莫·法拉赫、克里斯·弗羅梅的醫療紀錄等26名西方被藥檢運動員私人個資，並聲稱西方運動員也使用包含類固醇等禁藥。
2016年11月3日，俄羅斯國會終通過反禁藥法案。

### 中華人民共和國
中華人民共和國報紙《环球时报》记者稱有人反對對俄羅斯以國家為單位的禁賽，环球时报記者认为同樣有些選手遭遇不公，但由于美国是世界反兴奋剂机构的最大赞助者，故此世界反兴奋剂机构，一直对美国运动员网开一面。2015年时，美国以“因病服药”的名义申请豁免的运动员高达653人，通过申请的有402人，而同年俄罗斯只有20人通过，令人怀疑其公正性。

## 影響

### 追索獎牌
從2015年至2017年12月1日為止，俄羅斯已因為禁藥醜聞被追回30面奧運獎牌。2014年索契冬奧會已被追回4面獎牌，並可能追回12面。

### 俄羅斯主辦權

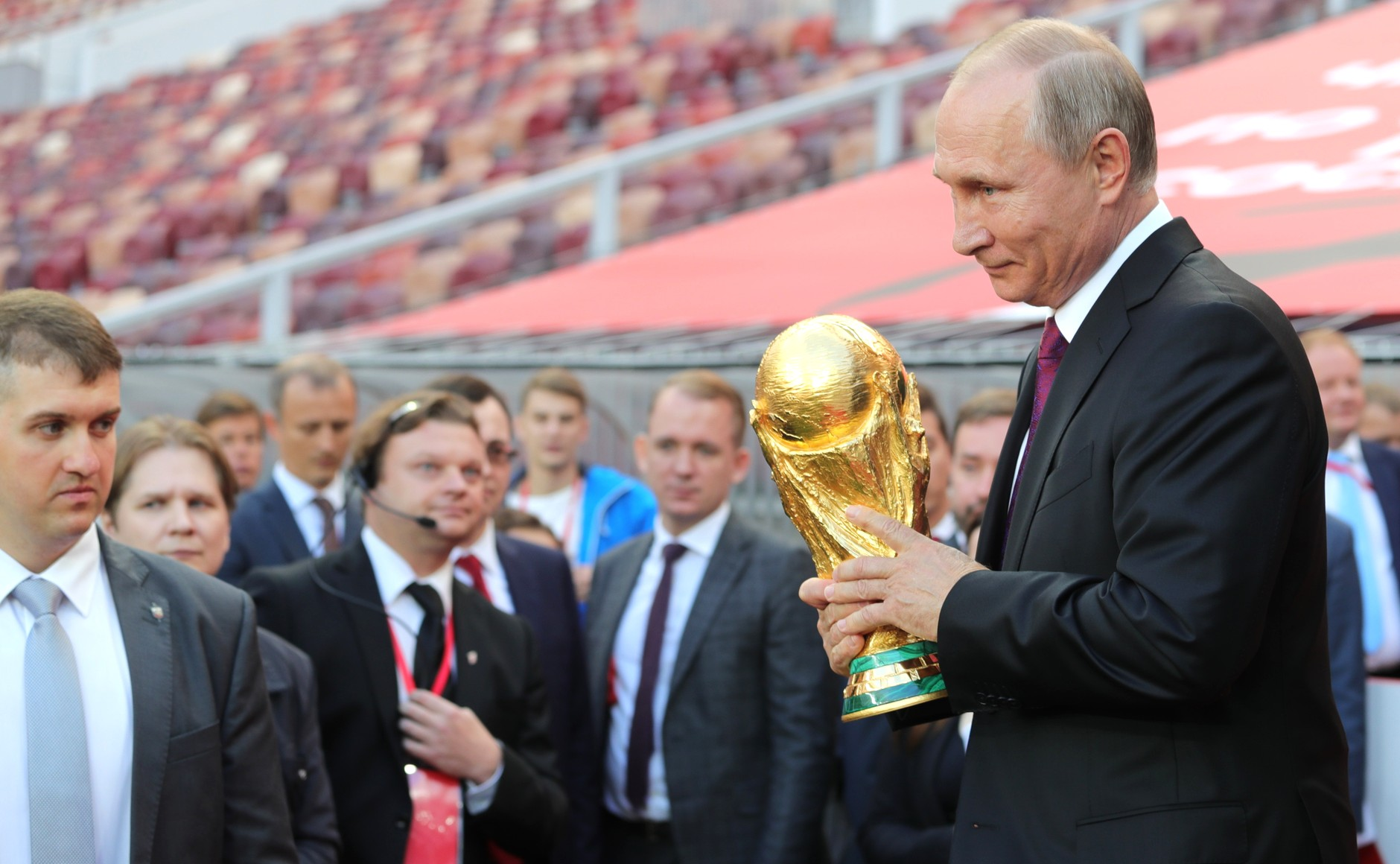
弗拉基米尔·普京拿著世界盃獎盃

- 國際奧會在2016年7月報告公布後要求各單項總會尋找替代主辦國或城市，但俄羅斯保留2017年國際足總洲際國家盃、2018年世界盃足球賽、2019年冬季世界大學生運動會的主辦權。（原因為時間已近，無法更改主辦國）[49]
- 2019年歐洲運動會原本可以拿到主辦權的俄羅斯因為這個醜聞失去主辦權，2016年10月21日時給予白俄羅斯明斯克主辦。
- 部分選手宣布抵制索契的2017年世界雪車錦標賽賽事，[50]拉脫維亞運動員說：奧運精神於2014年被盜走[51]，2016年12月13日，俄羅斯失去在2017年世界雪車錦標賽主辦權[52]
- 2016年12月22日，俄羅斯放棄舉辦冬季兩項世界盃在秋明的賽事及2017年冬季兩項世界青年錦標賽在奧斯特羅夫的主辦權。[53]
- 2016年12月22日，俄羅斯失去車里雅賓斯克的世界盃競速滑冰分站賽主辦權，國際滑冰總會的理由是屆時焦點恐怕都在指責俄羅斯的禁藥問題，而非比賽本身。[54]

### 俄羅斯參賽權
- 2017年2月6日，國際田徑聯會宣佈俄羅斯失去2017年世界田徑錦標賽參賽資格，只能以中立身分參加。[55]
- 2017年12月5日，国际奥委会执委会决定，禁止俄罗斯代表团參加2018年平昌冬奧會，只邀请符合条件的运动员以“来自俄罗斯的奥林匹克运动员”名义参加个人或集体项目，任何仪式不会出现俄罗斯国旗和国歌。[56][57][58][59]可是，不少俄羅斯運動員賽後在比賽場館外大唱俄羅斯國歌且揮舞俄羅斯國旗。
- 禁止俄羅斯以國家名義參加2020年東京奧運會/殘奧會、2022年北京冬奧會/殘奧會[25]。（最初處罰為全面禁賽4年，之後俄羅斯於2019年12月31日向國際體育仲裁院上訴，2020年12月17日處罰更改為俄羅斯禁止以國家名義參賽長達2年[27]）。

## 相關影視
- 《伊卡洛斯》，Netflix，2017年由Bryan Fogel導演。[60]